# خوان پابلو کریانوویچ
خوان پابلو کریانوویچ (انگلیسی: Juan Pablo Krilanovich؛ زادهٔ ۷ آوریل ۲۰۰۲) بازیکن فوتبال اهل آرژانتین است.
از باشگاه‌هایی که در آن بازی کرده‌است می‌توان به باشگاه فوتبال لانوس اشاره کرد.
وی همچنین در تیم‌های ملی فوتبال Argentina national under-17 football team بازی کرده‌است.